# 9K330
9K330 トール（ロシア語: 9К330 «Тор» ヂェーヴャチ・カー・トリースタ・トリーッツァチ・トール）は、ソビエト連邦が開発した中空～低空域短距離防空ミサイル・システム。派生型には、9К331、9К332などがある。愛称はロシア語で「トーラス」のこと。NATOコードネームでは、派生型によりSA-15またはSA-N-9 ゴーントレト/ガントレット（Gauntlet：籠手）と呼ばれる。

## 開発・生産
ソ連地上軍は開発を要求しなかったが、9K33 オサー地対空ミサイル（NATOコードネーム：SA-8 ゲッコー）を代替する車両として、1975年2月4日付のソ連共産党中央委員会およびソ連閣僚会議決定で開発が指示された。
開発は1983年まで続けられ、同年12月から丸1年に渡って実用試験が繰り返された。
従来の地対空ミサイルの常識を覆すVLSが採用された試作車は満足すべき性能を示したため、1986年3月19日付の党中央および閣僚会議決定でソ連軍へ制式採用され、量産と配備が開始された。
生産は、イジェフスクの軍需企業IEMZクポル（アルマズ・アンティの子会社）などが担った。

## 設計

### 車体
車体のベースは、整備、運用、補給等を考慮し2K22と同じGM-569A装甲装軌車両で、対空ミサイルおよびVLS（ランチャー）等を含む全備重量は32tである。
通常この手の地対空ミサイル・システムは、指揮車両、レーダー車両、ランチャー車両といったように数両でユニットを編成し運用するが、9K330は車両中央のターレット（砲塔）上に必要な全てのシステムが集約され、完全単独運用が可能となっているのが最大の特徴である。また、9K332 トールM2では行進間射撃も可能となっている。
VLSを採用していることから、外見からはランチャーが見えないため、他の地対空ミサイル･システムの捜索レーダー車両のように見える。

### レーダー
車両には2種類のレーダーが取り付けられている。システム後方のマストに立っているのが「ドッグイア」E/F-band 捜索レーダーで、最大探知距離は25kmである。「ドッグイア」はレーダーのみ回転させることができ、使用しない場合はマストを折り畳むことができる。
初期の捜索レーダーは機械走査式であったが、9K331M トールM1以降は電子走査式になっており、探知距離や目標数が増加し、最大で48個の目標を探知し、10個の目標を追尾することができる。。
また、9K332 トールM2シリーズではフェーズドアレイレーダーに替わっている。
ターレット前面に取り付けられたのが「スクラムハーフ」G/H-band （後には K-band）  パルス/ドップラーフェーズドアレイ誘導レーダーで、最大追跡距離は20km。最大で2発のミサイルを誘導可能である。「スクラムハーフ」自体は俯仰のみ可能であり、捕捉やミサイル誘導時にはターレットごと旋回する。

### ミサイル
搭載するミサイルは9M330および9M331である。ミサイル先端とノズル部に各4枚のフィンがあり、前部のフィンが可動する。
誘導方式は赤外線による自己誘導に加え、レーダー/TV誘導式指令誘導が併用されており、チャフや電波妨害等各種対抗手段に対応できる。
VLSは、ソ連の艦対空ミサイルと同じコールド・ローンチ方式で、ボンベに充填された不燃性高圧ガスにより20m上空まで射出された後、TVCで目標に指向し、主ロケットモーターに点火する。（外部リンク参照）
9M330/9M331対空ミサイルおよび各種の支援機器システムを開発したのは、P.D.グルシン主任技師が率いるファケル設計局である。
飛行機やヘリコプターといった一般的な航空機だけでなく、無人機・巡航ミサイルや誘導爆弾も破壊できるという。また特に西側攻撃ヘリコプターの迎撃能力を重視している。
有効射程内でのミサイル1発当たりの標準目標航空機（F-15クラスの戦闘機を想定）に対する命中率は、26～75％である。
9M331は、4発が1列に並んだコンテナに格納されており、2個のコンテナが前後方向に搭載される。装填はクレーンを用いて上方から行われる。

## 運用
乗員は4名（操縦手1名、ミサイル操作員3名）で、前任の9K33 オサーより大きく自動化が進んでおり、よくイギリスのレイピアやフランスのクロタルと比べられる。
9K330対空ミサイル･システムの1個中隊は4両の9A330自走発射機の装備が基本となっており、支援装備として中隊指揮車両9S737「ランジール」（Ranzhir：規律）、装輪式トラックから成る再装填支援車両9T231、ミサイル運搬車両9T245が配備される。大隊指揮官車にはBTR-80装甲兵員輸送車をベースとしたPU-12Mが使用され、大隊は基本的に2K22「ツングースカ」自走対空システム1個中隊と混成されることになっている。
派生型として、装輪装甲車やトレーラーなどの装輪車両や、飛行場や軍事施設防空用の固定式発射装置も提案されている。

## 輸出
シリーズ通して輸出されており、旧ソ連諸国の他、1999年にギリシャ陸軍、翌2000年に中国陸軍に配備されているほか、インド・キプロス（2023年時点で、キプロス国家守備隊が6基の9K331 トールM1を保有）・ペルー・エジプト・イラン・イエメン・ベネズエラ等に輸出されており、比較的好調なセールス実績を上げている。

## 派生型

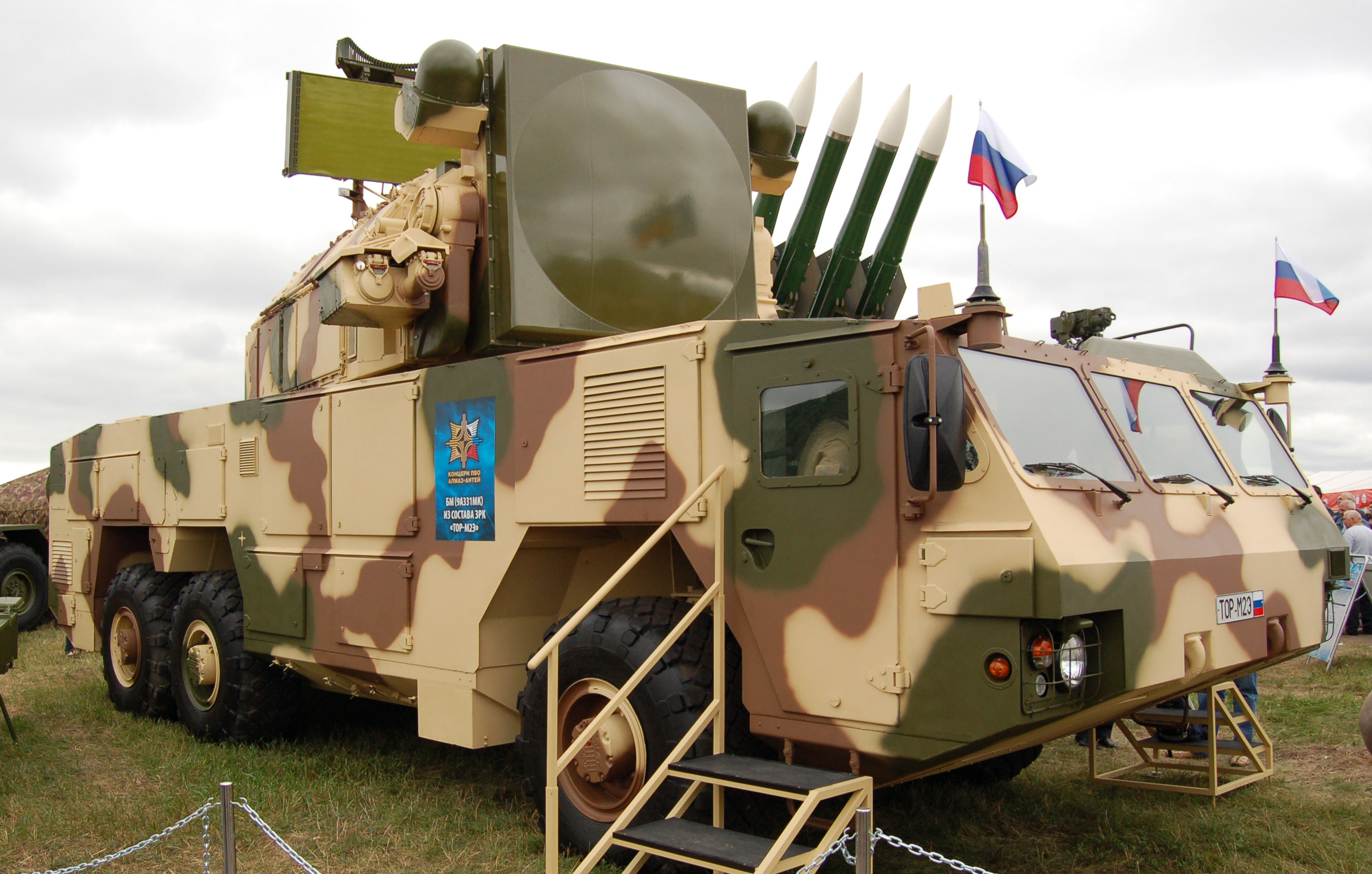
MAKS2009で展示されるトールM2E

9K330 トール
1986年に配備。9M330 ミサイルを使用。最短迎撃距離2km。
9K331 トールM
1991年に配備。9M331 ミサイルを使用。9M331は誘導機器が改良されており、1発当たりの目標命中率が45～80％に向上している。最短迎撃距離1.5km。同時2目標攻撃も可能になった。
9K331M トールM1/トールM1T
9M331 ミサイルを使用。最短迎撃距離1.5km。
自走発射機も改良型の9A331が用いられており、ベース車台が改良型のGM-5955装軌式装甲車台に変更されている。
9K331 トールM1TA/トールM1B
輸出用廉価版。トラック牽引式。トレーラー上に全周旋回式ランチャーユニットを搭載する。
トールMTS
拠点防空用。
9K332 トールM2
9M331 ミサイルを使用。最短迎撃距離1km。システム完全自動化、リアクションタイム短縮、捜索レーダーのフェーズドアレイ化、レーダー探知範囲拡大等の改良が図られており、同時4目標攻撃、行進間射撃が可能となった。また小型化された9M338対空ミサイルも使用でき、この場合16発装填することが可能である。
9K331 トールM2DT
全地形適応車DT-30PMを流用して-50℃の北極地域で使用するように特別に設計された車両。2両1組で行動し、1両がスタックした際にはもう1両が牽引できる仕様になっている。8発の9M338を搭載し、最大射程12～16km、最高高度10km、最大4つの目標と移動しながら交戦できる。乗員3名。2008年に開発され、12両が製造された。
9K332 トールM2E
トールM2のシステムを装輪式プラットフォーム（6輪装甲車）に架装したもの。
HQ-17（紅旗17）
中国がロシアから購入した9K331M トールM1の中国での呼称。
3K95 キンジャール（Кинжал キンジャール）
9K330 トールの艦船発射型。愛称の「キンジャール」とはコサックの用いる短剣の名前。アドミラル・クズネツォフ級空母・ウダロイ級駆逐艦・ネウストラシムイ級フリゲートに装備されており、同時に4目標を攻撃することができる。NATOコードネームではSA-N-9と呼ばれる。輸出型は「クリノーク」（Клинок クリノーク：「刀身」の意）として知られている。一説によると3K95の方が先に開発が開始され、9K330に発展したともいわれる。

## 事件
2020年1月8日にイランで発生したウクライナ国際航空752便撃墜事件において、ウクライナ国際航空752便は9K330により撃墜されたとされる。
同日、twitter上に「墜落現場近くでミサイルの残骸を発見した」という写真がアップロードされたが、これは9K330で運用されている9M330系ミサイルの残骸と見られる。この写真にはアラビア語で「(墜落した)飛行機にこのようなものがありますか？これはミサイルじゃないのか？」とコメントも付けられていた。その後投稿者のアカウントは凍結された。
1月11日、イスラム革命防衛隊が「ウクライナ国際航空機を、地対空ミサイルで誤って撃墜した」との声明を発表し、謝罪した。地対空ミサイルの部品が事故後に散乱していたことが、決定的な証拠とみなされた。